# Rancho Herrera, Oaxaca
Rancho Herrera är en ort i Mexiko.   Den ligger i kommunen San José Tenango och delstaten Oaxaca, i den sydöstra delen av landet, 300 km sydost om huvudstaden Mexico City. Rancho Herrera ligger 777 meter över havet och antalet invånare är 163.
Terrängen runt Rancho Herrera är kuperad åt nordost, men åt sydväst är den bergig. Runt Rancho Herrera är det ganska tätbefolkat, med 86 invånare per kvadratkilometer. Närmaste större samhälle är Isla Soyaltepec, 14,4 km öster om Rancho Herrera. I omgivningarna runt Rancho Herrera växer i huvudsak städsegrön lövskog.